# Batalla de Zanzíbar
La Batalla de Zanzíbar fue un breve enfrentamiento naval al comienzo de la Primera Guerra Mundial, el 20 de septiembre de 1914, frente a la isla de Zanzíbar en el Océano Índico. El enfrentamiento involucró a un crucero ligero alemán contra un crucero protegido y un remolcador en labores de vigilancia costera, bajo pabellón británico. El enfrentamiento se inició con un ataque sorpresivo del crucero ligero SMS Königsberg y terminó con el hundimiento del crucero protegido HMS Pegasus, que se encontraba en mantenimiento, durante un intercambio artillero de tres cuartos de hora.
El ataque, junto con la acción del SMS Emden contra Madrás dos días después, dañó gravemente el prestigio de la Armada británica y retrasó significativamente la salida de los transportes de tropas australiano-neozelandesas al teatro de guerra europeo.

## Trasfondo

### Actividad anterior delKönigsberg

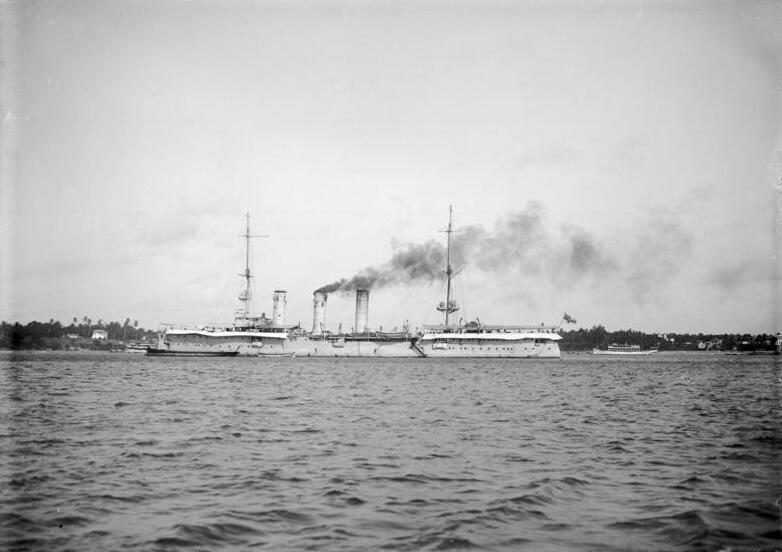
El crucero ligero SMS Konigsberg en el África Oriental Alemana en julio de 1914

Al estallar la Primera Guerra Mundial, el crucero ligero Königsberg estaba estacionado como único buque de guerra en el África Oriental Alemana, cuyo capital era Dar es Salaam. Ante la noticia de la aproximación de la Flota británica del Cabo, el crucero comandado por el capitán de fragata Max Looff abandonó la colonia alemana el 30 de julio y, eludiendo a los cruceros británicos que intentaban salirle al paso, se dirigió al Golfo de Adén, donde en el caso de un cada vez más probable conflicto, debía realizar una guerra contra el comercio aliado en la zona. Sus actividades no se vieron coronadas por el éxito, al igual que sus posteriores incursiones cerca de Madagascar, donde no avistó buque enemigo alguno, por lo que regresó a la colonia y se refugió en el estuario del río Rufiji para reponer sus reservas de carbón y reparar su maquinaria.
El 19 de septiembre, el crucero alemán recibió informes desde los puestos de observación costeros de que el 17 de septiembre, en el canal de Mafia, frente a la desembocadura del río, un crucero británico de doble casco (posiblemente el Astraea o el Pegasus) había sido avistado por la mañana en navegación hacia Zanzíbar. Dado que este barco había sido avistado continuamente a lo largo de la costa durante catorce días, Loof creía que planeaba cargar carbón en Zanzíbar alrededor del domingo 20 de septiembre. El comandante alemán decidió atacar el barco al día siguiente. Después de que los británicos hubieran rechazado previamente la propuesta alemana de que la zona permaneciera neutral y no participara en la guerra de acuerdo con las Ley del Congo de 1885, Looff consideró legítima la operación. Los británicos tampoco respetaron los tratados internacionales en África, que fueron violados incluso antes de la guerra con la búsqueda del Königsberg en aguas territoriales de la colonia alemana.

### Actividad anterior del Pegasus

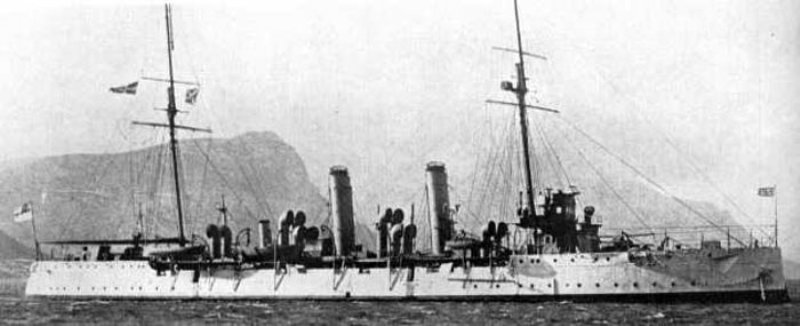
El Pegasus en fecha y lugar indeterminados

El Pegasus, junto con otros dos cruceros de la Flota del Cabo, el Hyacinth y el Astraea, llegó al África Oriental Alemana antes del estallido de la guerra para vigilar al Königsberg. Después de su regreso a su bases en la Unión Sudafricana, el Hyacinth realizó patrullas separadas frente a aguas territoriales alemanas únicamente con el Astraea, pero mientras tanto se produjo una avería en sus motores. Las reparaciones se habrían hecho mejor en Mombasa, pero como las órdenes del mando británico eran proteger Zanzíbar y como la población de la ciudad era propensa al pánico, se decidió llevar a cabo las reparaciones necesarias en la isla. Esta solución también parecía ventajosa porque aquí llegó el barco de suministros que transportaba equipos y hombres para el Pegasus. Dada la situación de peligro, los artilleros del Pegasus dormían junto al armamento y mantenían sus calderas lo suficientemente calientes como para alcanzar la velocidad máxima en dos horas.

## Preludio

### Aproximación delKönigsberg
Aprovechando la marea alta, la tarde del 19 de septiembre el Königsberg se adentró en el océano y puso rumbo a Zanzíbar. Al llegar al puerto, en gran parte a oscuras, se cruzaron con un barco más pequeño, al parecer una patrullera, que también se movía a 600 m de distancia, pero que no reaccionó a su presencia. Looff no emitió una orden de fuego para evitar delatar su aproximación. En la boya que marcaba la entrada al puerto hacía guardia un pequeño barco de vapor armado, el Helmuth, que había sido confiscado anteriormente en el puerto de Tanga. A pesar de los numerosos arrecifes y las fuertes corrientes, el Königsberg alcanzó el entrada sur de la bahía del puerto esa noche. Al llegar frente al mismo, divisaron desde cubierta un crucero británico de doble casco por el costado del continente, que creyeron que era el Astraea.
Como el crucero que se creía enemigo estaba más armado que el Königsberg con sus dos cañones de 152 mm y ocho de 120 mm, y además tenía dos tubos lanzatorpedos, Looff decidió atacarlo únicamente desplegando su artillería desde una gran distancia, con ventaja para sus armamento más moderno. El crucero británico se encontraba solo a 200 m de la orilla, apuntando hacia los alemanes, proporcionándoles así un excelente blanco. Al mismo tiempo, el Königsberg se encontraba a poniente y, detrás, la isla Chumbe dificultaba su visibilidad.

### Comparación de fuerzas
El Pegasus era uno de los once cruceros protegidos de clase Pelorus (posteriormente reclasificado como crucero de tercera clase o crucero ligero), cuya quilla fue colocada en 1896. Los barcos de esta clase se consideraban esencialmente obsoletos cuando se botaron y quisieron retirarlos del servicio ya en 1904, idea que se reconsideró. Fueron equipados experimentalmente con motores de diferentes sistemas y dos unidades fueron desmanteladas antes de la guerra debido a una propulsión deficiente. El Pegasus podía viajar a una velocidad máxima de 20 nudos (37,0 km/h; 23,0 mph), su armamento principal consistía en 8 piezas de 102 mm de tamaño espacial, calibre 40, cañones de tiro rápido, cuyo alcance máximo de disparo era de 8200 metros (8968 yd).Para protegerse contra los ataques con torpedos, también disponía de 8 cañones de 47 mm, pero debido a su alcance de tiro de 5900 metros (6452 yd) no pudieron desempeñar ningún papel en el enfrentamiento. Sólo la cubierta del barco estaba ligeramente blindada (38-51 mm de espesor) y la torre de mando (76 mm). El Pegasus formaba parte de la Flota del Cabo cuando estalló la guerra.
El crucero ligero Königsberg (Kleiner Kreuzer según la terminología alemana de la época) era una construcción mucho más moderna; su quilla se colocó casi nueve años después del Pegasus, en 1905. Era significativamente más grande y más rápido que su oponente británico, pero esta última característica no tuvo relevancia durante el ataque. Su armamento principal estaba compuesto por 10 cañones principales de 105 mm SK L/40, cuyo alcance de tiro máximo era de 12 200 metros (13 342 yd) a una elevación de 20°. Este valor era significativamente mayor que el alcance de 8 200 m de los cañones espaciales similares del Pegasus. El alcance máximo de disparo de los cañones de 52,8 mm SK L/55 pertenecientes a su armamento era de 7100 m. Con esto teóricamente podrían haberse unido a la lucha contra el Pegasus desde el primer momento, pero las fuentes no mencionan su uso. El Königsberg tenía más blindaje que el Pegasus, aunque no fue puesto a prueba en el combate.

## El combate

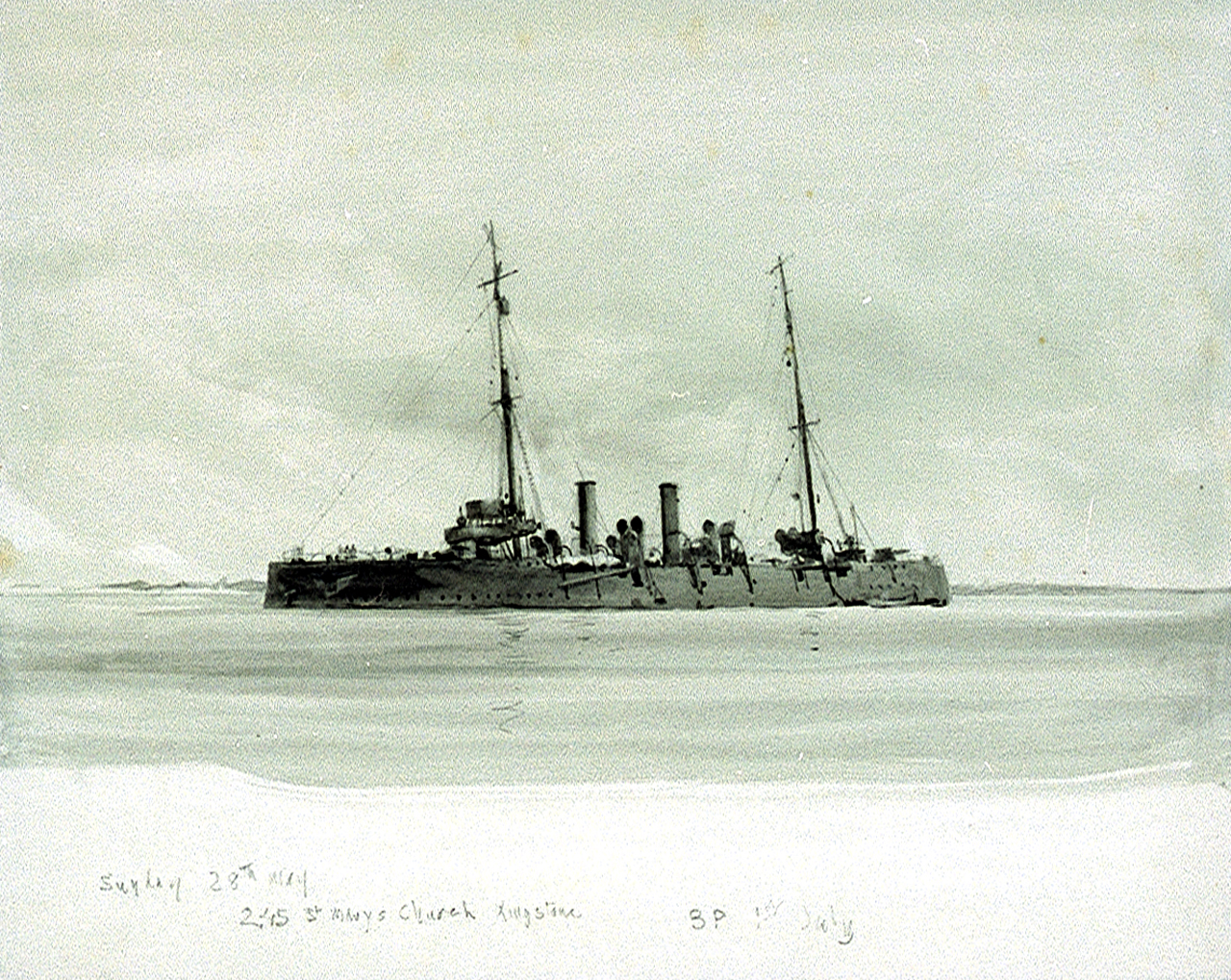
El Pegasus la víspera del combate.

A las 05:10, el Königsberg orientado al noroeste izó enseñas en los mástiles y al mismo tiempo abrió fuego con sus cañones de estribor contra el enemigo en dirección norte a una distancia de 7000 metros (7655 yd), que no pudo avanzar en minutos. Las salvas, según los reportes británicos, fueron bastante cortas. Moviéndose lentamente, el crucero ligero alemán disparó continuamente contra su oponente, mientras reducía la distancia a 6.400 metros. Ya con su tercera andanada acertó en el blanco y asestó uno tras otro golpes claramente visibles, uno de los cuales provocó una gran explosión a proa del Pegasus. Como resultado de los impactos, el embudo de más a proa colapsó y el barco se incendió en varios puntos. Una de las primeras bajas británicas fue el oficial de artillería, el teniente Richard Turner, cuyas piernas quedaron destrozadas por la metralla. En ocho minutos, los cuatro cañones desplegables de 102 mm del Pegasus quedaron inutilizados y se abrían más vías de agua, como resultado de impactos bajo la línea de flotación. (Según el informe británico, por otra parte, el fuego fue respondido durante 20 minutos.) Como no había posibilidades de derrotar al crucero alemán, Ingles izó la bandera blanca y dio la orden de abandonar el barco.
Hubo una pausa de cinco minutos en el tiroteo, después de que el comandante de las baterías del Königsberg, el Oberleutnant zur See advirtiera la bandera blanca izada por el enemigo. Sin embargo, su presencia no volvió a ser detectada durante la larga observación debido a la fuerte formación de humo y al viento en calma, que impidieron vislumbrar la bandera. A falta de confirmación del avistamiento, Looff dio la orden de seguir disparando. El tiroteo continuó hasta que un marinero británico en la cubierta trasera comenzó a agitar otra bandera blanca, que se vio claramente desde el barco alemán y el fuego cesó a las 05:55.
Según los informes alemanes, el enfrentamiento duró tres cuartos de hora, según los británicos, sólo media hora. Durante el tiroteo, el Pegasus comenzó a escorarse hacia babor, pero todavía estaba a flote cuando terminó la lucha. Sin embargo, debido a los impactos, entraba cada vez más agua en el casco. Sus motores todavía estaban intactos y por lo tanto intentaron llevarlo a tierra, pero este intento no tuvo éxito y el crucero se hundió alrededor de las 14:15, quedando solo sus mástiles visibles. El día del combate, 34 personas a bordo perdieron la vida y decenas resultaron heridas, cuatro de las cuales también murieron en los días y semanas siguientes.

### Tras la batalla
El Königsberg no participó en el rescate de los náufragos, por un lado, porque quería realizar otras tareas ese día, y por otro, después del tiroteo, muchos barcos zarparon de la costa para rescatar al crucero británico. El Königsberg no resultó alcanzado durante el enfrentamiento, aunque varios proyectiles cayeron muy cerca. Luego se acercó a la costa en la cercana Ras Mbweni para destruir la nueva estación de radio de Zanzíbar. Con fuego directo, disparó ocho obuses contra la instalación, con los que logró derribar dos de los cuatro postes de la antena. Durante el tiroteo, 45 soldados Askari perdieron la vida en un muro de tierra erigido cerca de los pilares. Según observaciones alemanas, la emisora de radio quedó inoperativa durante diez días. Por el contrario, según los británicos, esta instalación sirvió para engañar y no era la verdadera emisora de radio.
El Königsberg no atacó las instalaciones portuarias ni los barcos en los puertos ni los cables submarinos, sino que navegó en zigzag sobre las aguas más profundas de la entrada sur, lanzando barriles llenos de arena para dar la impresión de que minaba la salida del puerto. Como esperaban los alemanes, la operación fue observada por muchas de las personas que se apresuraron a desembarcar ante el sonido de los disparos de los cañones, por lo que la actividad fue ampliamente seguida. Debido a esta acción de engaño, los barcos mercantes sólo pudieron acceder al puerto por la ruta norte, mientras que los buques de guerra fondeaban en la ruta de acceso occidental que de otro modo no se utilizaría.

## Legado

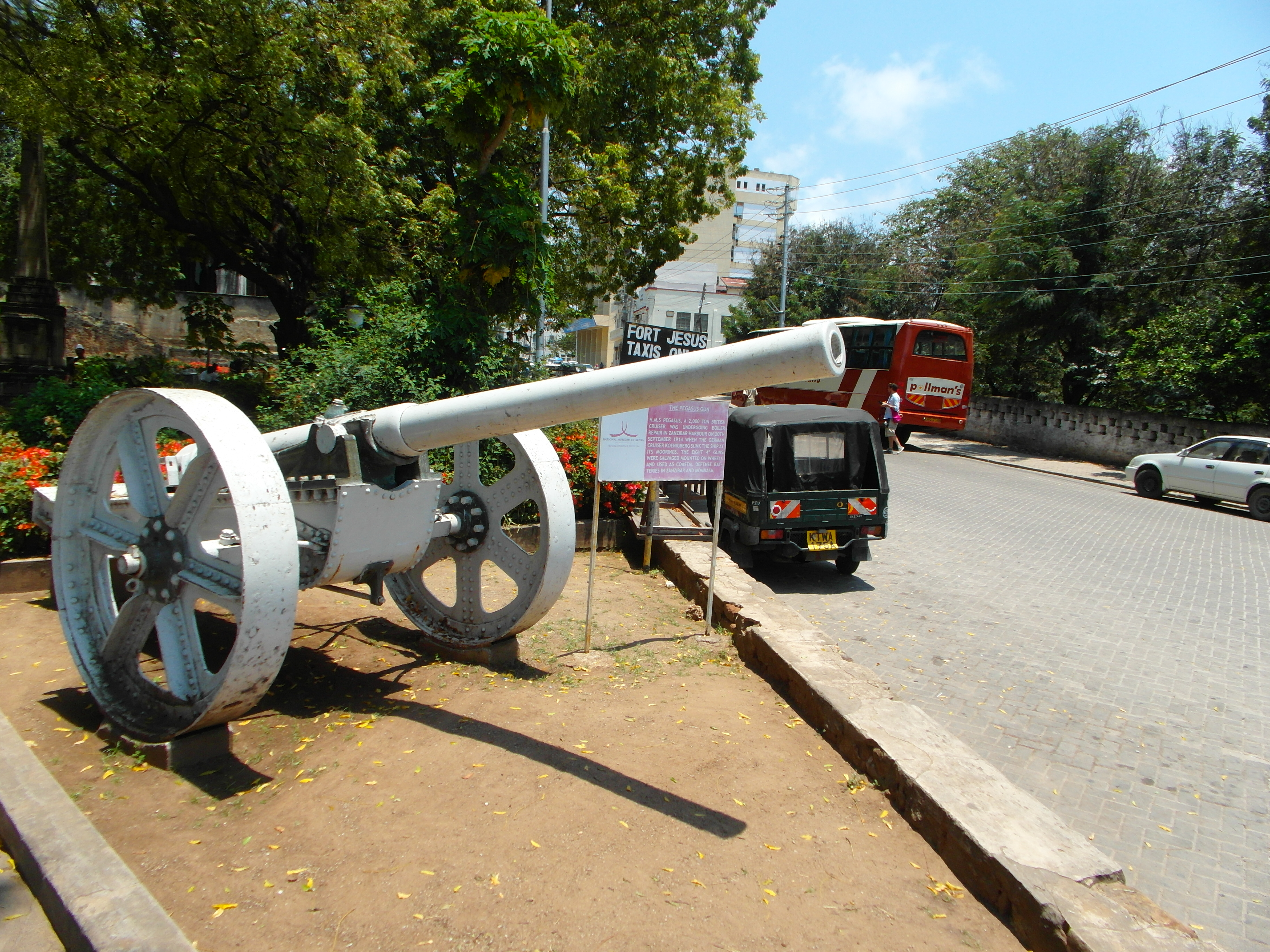
Cañón del HMS Pegasus en Mombasa.

Los supervivientes del Pegasus fueron rescatados por el buque hospital Gascon y el vapor mercante escocés Clan Macrae. 24 de los caídos fueron sepultados en una fosa común en el cementerio naval de Grave Island, cerca de Zanzíbar, otros 14 cuerpos fueron enterrados en el cementerio de la ciudad y en 1971 fueron trasladados al cementerio militar de Dar es Salaam. Los seis cañones del Pegasus fueron retirados y utilizados durante la campaña de África Oriental como piezas de artillería.
Después del combate, la ciudad de Zanzíbar entró en pánico total. Según el explorador alemán enviado aquí para recopilar información, se podían ver banderas blancas por todas partes y el contenido de un tanque de petróleo de 25 000 litros fue arrojado al mar. El faro de la isla Chumbe quedó inutilizado por los propios británicos. La tripulación de un crucero británico que llegó pocos días después de la batalla hizo retirar banderas blancas por todas partes. Un respetado súbdito hindú, Allidina Dulla, fue acusado falsamente de ayudar a los alemanes a llevar a cabo el ataque y fue ahorcado públicamente en la plaza del mercado de Mombasa. La exitosa incursión también causó revuelo en las regiones más alejadas de la costa de África Oriental, ya que incluso allí se creía que la marina británica era invencible.

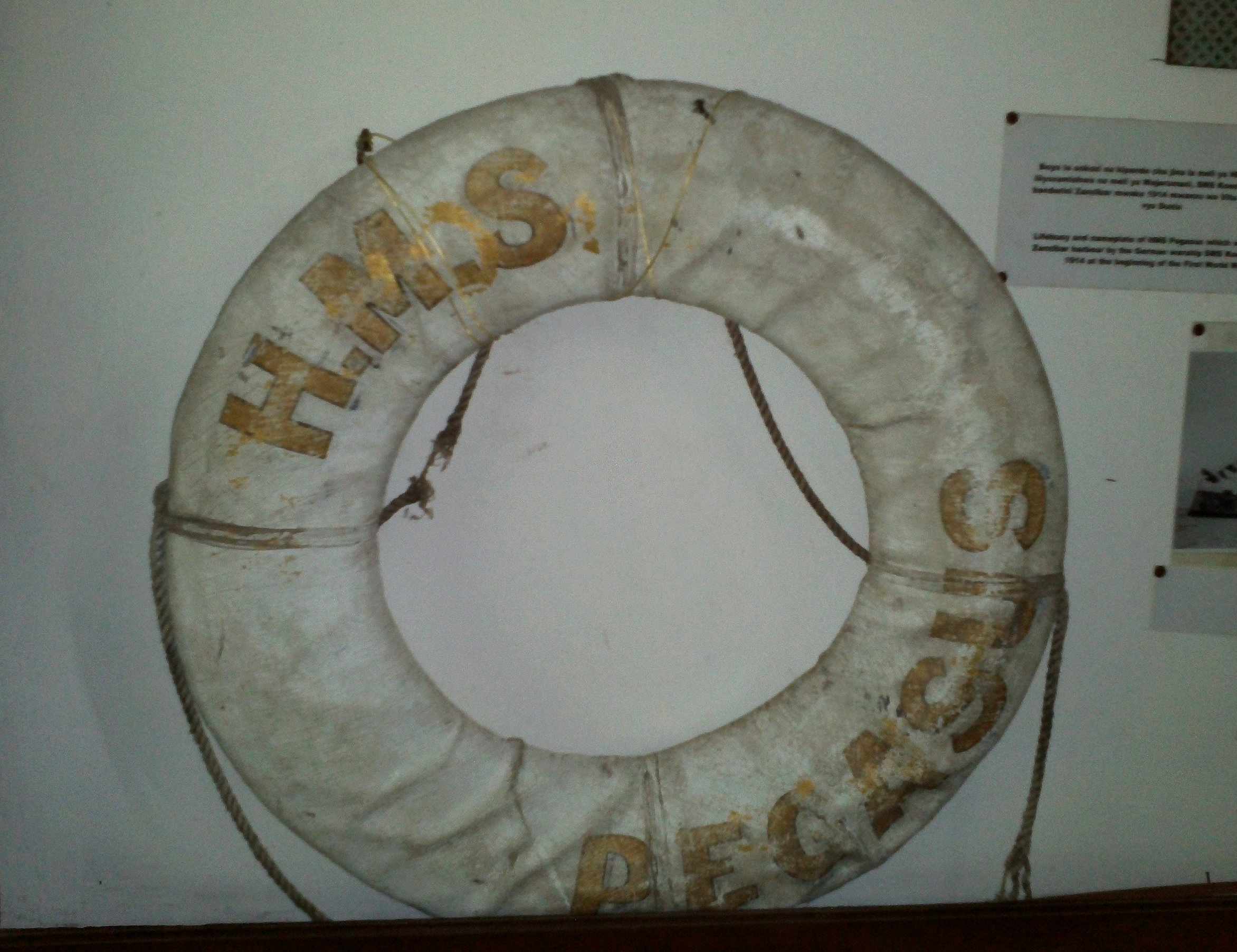
Aro de salvamento del HMS Pegasus preservado en el Museo de Zanzíbar

Después de la acción, el Königsberg pasó no lejos de Dar es Salaam, luego, cuando se perdió de vista, se dirigió hacia el estuario del Rufiji y por la tarde volvió a navegar río arriba con las mareas altas. Si no hubiera regresado a tiempo, habría tenido que esperar doce días para el siguiente viaje. El fondeo en el río era necesario porque se produjeron averías en su ruta desde Alemania a África y durante su primera incursión. Debido a la rotura de la válvula de una de las principales líneas de vapor, la avería del equipo de purificación de agua y el desgaste de varias canalizaciones, las máquinas tenían que ser operadas con mucho cuidado, por lo que el Fregattenkapitän Looff tuvo que renunciar a despliegues más prolongados por el momento. Las piezas más grandes tuvieron que enviarse al taller de la flotilla en Dar es Saalam, refundirse y luego transportarse de regreso al río. El transporte de piezas pesadas se realizó por tierra utilizando únicamente fuerza nativa humana y requirió esfuerzos extraordinarios.
Los alemanes sólo recibieron noticias dos días después de la batalla de que el crucero que habían hundido era el Pegasus, no el Astraea.

## Acciones posteriores y consecuencias
Apenas dos días después del ataque a Zanzíbar, el SMS Emden disparó contra los tanques de petróleo de Madrás. Juntos, los dos acontecimientos tuvieron un gran impacto en los planes del Almirantazgo británico para el transporte de las tropas australianas y neozelandesas. El gobierno de Nueva Zelanda retiró su decisión de aprobar la partida de tropas desde Wellington, al considerar demasiado arriesgado el paso por el Océano Índico. Por esta razón, la fuerza naval británico-australiana-japonesa en el Océano Pacífico occidental tuvo que ser reorganizada de tal manera que los convoyes pudieran contar con escoltas más fuertes. Sin embargo, los envíos de tropas e impedimenta de la India británica pudieron partir sin ser atacados.
Tras la noticia de la Batalla de Zanzíbar, el moderno crucero ligero Chatham recibió la orden de buscar al Königsberg desde el Mar Rojo, y pronto se le uniría el Dartmouth, que acompañaba a los transportes de tropas indias. Desde el Mediterráneo, el crucero ligero Weymouth fue trasladado al Océano Índico para prestar apoyo. En cambio, se ordenó a los viejos acorazados Ocean y Goliath que aseguraran los transportes de tropas desde la India británica. El veterano crucero protegido Fox estuvo fondeado en Mombasa hasta la llegada de las tropas indias. El hundimiento del Pegasus causó gran preocupación, ya que se temía que en cualquier momento se pudiera lanzar un ataque contra un transporte de tropas o un barco mercante. Desde el 30 de septiembre, los cruceros ligeros asignados aquí buscaron continuamente al Königsberg en puertos y bahías. 
El hecho de que la ruta por el Océano Índico fuese insegura, convenció al mando australiano de centrarse primero en las posesiones alemanas del Pacífico (Nueva Guinea Alemana), para más tarde abordar la ruta por el Canal de Suez a la espera del desarrollo de la Batalla de los Dardanelos. Ejemplo de ello fue la ocupación de Nauru por fuerzas australianas, por citar alguno.

## Los hechos según la propaganda
La derrota no ayudó al prestigio de la Armada británica, que se consideraba la mejor del mundo y, fieles a las tradiciones anglosajonas, intentaron encontrar héroes que mostraran una conducta ejenplar. Además del oficial de artillería, el marinero que aparecía en la popa del barco con una bandera blanca y que se rumoreaba que portaba la insignia blanca, se convirtió en una figura de este tipo en la representación de la propaganda británica. Según ésta, la persona ondeaba la bandera de guerra porque ya había sido derribada del mástil dos veces antes (ver foto del encabezado). Con este hecho se quería demostrar a los alemanes que no estaba involucrado y así "recordar las tradiciones más orgullosas de la gloriosa Armada británica". Ante esto, es destacable el comportamiento poco condescendiente del Almirantazgo británico hacia los supervivientes del barco. El comandante del Pegasus, John Ingles, permaneció en servicio en Zanzíbar y Dar es Salaam durante más de tres años hasta noviembre de 1917, y durante este tiempo no recibió nombramiento como comandante de barco alguno. El Almirantazgo no atendió las peticiones de los supervivientes del crucero para visitar sus hogares.
En la interpretación alemana, este procedimiento se utilizó para ocultar el hecho de que el crucero británico fue derrotado durante una batalla con un crucero alemán con armas igualmente poderosas.